# Peter Koch
Peter Koch (Eindhoven, 1961) is een Nederlands stripauteur, cartoonist, illustrator en animator. Hij is tegenwoordig live cartoonist bij sessies en congressen.  Hij studeerde af in de Wijsbegeerte aan de UvA in 1996. Hij woont en werkt in Amsterdam.
Strips van zijn hand zijn: 
- Bakkerstraat13 (Utrechts Universiteitsblad 1993-1996),
- Bob Beukenoot (Sum 1992-2000),
- Dijkman (Utrechts Universiteitsblad 1996-1999/www.stripstudio.nl 2002-2006),
- Bids (Dokkie, Duffie, Harm, Achmed en Desiree)(Ketch UP! 1998-2000),
- Max Capacity voor een internetsite.
- Zoociety voor De Pers van 1 januari 2011 tot april 2012 (De Pers stopt dan.)

Albums: 
- Dijkman (1998)
- De Zaak Jansen (1999)
- Zoociety deel 1, Het einde van de wereld (2014)
- Zoociety deel 2, De Graaicultuur Dossiers (2015)